# (5363) Kupka
(5363) Kupka est un astéroïde de la ceinture principale.

## Description
(5363) Kupka est un astéroïde de la ceinture principale. Il fut découvert le 19 octobre 1979 à l'observatoire Kleť par Antonín Mrkos. Il présente une orbite caractérisée par un demi-grand axe de 2,24 UA, une excentricité de 0,18 et une inclinaison de 2,8° par rapport à l'écliptique.

## Compléments